# Brunophone
 (avril 2019).
Le brunophone est un piano mécanique inventé par la famille Brun à Saint-Étienne, breveté en 1908 et utilisé jusque vers les années 1940.

## Principe
Ces pianos sont un peu l'ancêtre du juke-box : un gros cylindre clouté tournait à l'intérieur de l'instrument, les clous venaient heurter les marteaux qui ensuite frappaient une corde. Bien sûr, le plus difficile était la notation sur le cylindre, puisque chaque clou représentait une note à jouer. Les pianos automatiques fonctionnaient grâce à un moteur à ressort, comme dans les réveils mais en plus gros ; une fois remonté par la manivelle, et, déclenché par un monnayeur dans lequel on avait glissé une pièce de monnaie, la musique sr déclenchait.

## Historique
L'histoire du brunophone est d'abord celle d'une famille.
Né le 1er mars 1850 au hameau d'Estables, sur la commune de  Félines en Haute-Loire, Jean-Marie Brun est le créateur du piano mécanique qui fit sa renommée et celle de sa famille.
Ouvrier manuel de qualité, il arrive tout d'abord dans la région stéphanoise vers 1880, précisément dans la vallée du 
Cotatay, au Chambon Feugerolles (Loire). Cette vallée est un haut lieu reconnu pour ses forges et différents ateliers de fabrication d'outillage et autres travaux des métaux. Jean-Marie y rencontre sa future épouse, Clotilde Vineis, fille d'un forgeur de faux et outils aratoires.

### Invention
Créateur et inventeur insatiable, il choisit de s'orienter vers la lutherie et ouvre un premier magasin-atelier vers 1895, à Saint-Étienne, 56 rue Gambetta. Il n'a de cesse d'inventer ou de perfectionner divers instruments de musique et, en 1908, il dépose un brevet pour un piano automatique nommé brunophone ou brunomotophone. Le succès est immédiat dans la région mais également dans toute la France. Ces pianos sont très en vogue depuis la fin du XIXe siècle et proviennent surtout d'Italie, puis passent nos frontières et de nombreux fabricants s'installeront alors à Nice (Jules Piano, Nallino, Tadini, Amelotti, etc.)

### Développement commercial
En général, il y avait dix airs sur un cylindre, que l'on pouvait faire changer par le fabricant (quelques rares pianos à douze airs).
Jean-Marie Brun avait flairé le filon et fit fabriquer ses pianos par l'un des spécialistes niçois (Maison Veuve Amelotti) puis, les personnalisa sur Saint-Étienne et développa de ce fait son commerce.
En 1900, son magasin se situe du 23 au 27 cours Victor Hugo à Saint-Étienne. Il possède différents ateliers et dépôt, dont le plus important se trouve 4 place Jovin Bouchard, à côté de son magasin et contiendra en sous-sol jusqu'à plus de 200 pianos en attente de vente ou de location.

## Succession familiale
À la disparition de Jean-Marie Brun en 1924, ses enfants Françoise et Joseph reprennent la suite. Le magasin suit les modes et évolutions : après les pianos mécaniques qui disparaissent dans les années 1930/1940, les phonographes et autres instruments traditionnels, accordéons, pianos, et autres guitares les remplacent.
Le magasin de musique ferme ses portes au début des années 1970. Une page de l'histoire musicale de Saint-Étienne est tournée.

### Emmanuel Brun
Joseph Brun a quatre fils dont Emmanuel, le petit dernier, se distingue tout d'abord dans le sport à haut niveau, en escrime et tir sportif, puis devient célèbre et reconnu dans le monde des musiciens, par son jeu inégalable à la lame sonore (scie musicale).
Une rue de Saint-Étienne porte aujourd'hui son nom. Son instrument et sa musique sont conservés au Conservatoire Massenet.

### Sources
- Descendants de la famille Brun
- Archives municipales de Saint-Étienne et départementales de la Loire : Côtes principales 9M110 et 9M113.
- Archives de la ville de Félines (43160)
- Archives de la ville de Saint Romain les Atheux (42660)